# Fornax longicornis
Fornax longicornis är en skalbaggsart som beskrevs av Blackburn 1885. Fornax longicornis ingår i släktet Fornax och familjen halvknäppare. Inga underarter finns listade i Catalogue of Life.